# 3. armija (Austro-Ugarska)
3. armija (njem. 3. armee) je bila vojna formacija austrougarske vojske u Prvom svjetskom ratu. Tijekom Prvog svjetskog rata djelovala je na Istočnom, Balkanskom i Talijanskom bojištu. 

## Povijest
Treća armija formirana je nakon što je Austro-Ugarska proglasila mobilizaciju u kolovozu 1914. godine. Armija se nalazila na Istočnom bojištu, te su na početku rata u njezin sastav ušla dva korpusa i to XI. korpus pod zapovjedništvom Desideriusa Kolossváryja de Kolosvára, te XIV. korpus kojim je zapovijedao nadvojvoda Josef Ferdinand. Zapovjednikom armije imenovan je general konjice Rudolf von Brudermann.
Na početku rata 3. armija je držala položaje u Galiciji, te je prema austrougarskom ratnom planu trebala sprječavati ruski prodor u Galiciju i Bukovinu. Na dijelu bojišta koji je držala 3. armija nisu se očekivale jače ruske snage, tako da je Brudermann kada je dobio vijest da je ruska vojska na njegovom dijelu bojišta prešla granicu, odlučio istu napasti. Napao je međutim, nadmoćne ruske snage, te je 3. armija u Bitci na Gnjiloj Lipi (26. kolovoza – 30. kolovoza 1914.) pretrpjela težak poraz. Zbog navedenog neuspjeha zapovjednik 3. armije Rudolf von Brudermann je smijenjen. Na mjestu zapovjednika zamijenio ga je general pješaštva Svetozar Borojević, dotadašnji zapovjednik VI. korpusa koji nakon preuzimanja zapovjedništva nije uspio spriječiti novi neuspjeh 3. armije u Bitci kod Rava-Ruske (2. rujna – 11. rujna 1914.). Nakon neuspjeha u Galicijskoj bitci, 3. armija u listopadu 1914. kreće u ofenzivu, te 10. listopada 1914. uspijeva nakratko probiti opsadu Przemysla. U prosincu 1914. armija uspješno odbija ruski napad usmjeren prema Krakowu u Bitci kod Limanowe (1. prosinca – 13. prosinca 1914.).
Treća armija u siječnju 1915. sudjeluje u Karpatskoj ofenzivi (23. siječnja – 15. travnja 1915.) s ciljem deblokade Przemysla. Armija je 23. siječnja 1915. zajedno s njemačkom Južnom armijom krenula u napad, ali je u teškim vremenskim uvjetima slabo napredovala. Ubrzo je ruska 8. armija krenula u protunapad, te je potisnula jedinice 3. armije koje su se našle u teškom položaju. Novi napad u Karpatima 3. armija je zajedno s 2. armijom poduzela 27. veljače 1915. godine s gotovo nikakvim rezultatima i velikim gubicima na obje strane. Rusi su nakon toga 20. ožujka krenuli u protuofenzivu kako bi 2. i 3. armiju potisnuli u Mađarsku. U tome su i uspjeli, te je 2. armija primorana da se povuče na mađarsku stranu Karpata, dok je 3. armija uspjela zadržati svoje položaje.

U svibnju 1915. 3. armija sudjeluje u ofenzivi Gorlice-Tarnow (1. svibnja – 18. rujna 1915.). U navedenoj ofenzivi jedinice 3. armije probijaju frontu koju je držala ruska 3.armija, te prodiru preko prijevoja Dukla. Tijekom ofenzive u rat na strani Antante je 23. svibnja ušla Italija, što je uzrokovalo da Svetozara Borojevića, koji je postao zapovjednikom 5. armije na Talijanskom bojištu, na mjestu zapovjednika 3. armija zamijeni general topništva Paul Puhallo. Puhallo je međutim, 3. armijom zapovijedao nešto više od mjesec dana jer je ista u lipnju zbog reorganizacije rasformirana.

## Ponovno formiranje
Treća armija je ponovno formirana početkom rujna 1915. u svrhu predstojećeg napada na Srbiju. Armija je ustrojena na osnovi jedinica Armijske grupe Tersztyanszky, te je njezinim zapovjednikom imenovan je general konjice Karl Tersztyanszky, dotadašnji zapovjednik navedene armijske grupe. Tersztyanszky je međutim, 3. armijom zapovijedao manje od mjesec dana. Smijenjen je 27. rujna 1915. nakon što je došao u sukob s ugarskim civilnim vlastima oko zapošljavanja civilnih radnika na vojnim objektima. Na mjestu zapovjednika zamijenio ga je general pješaštva Hermann Kövess, dotadašnji zapovjednik XII. korpusa. Pod Kovessovim zapovjedništvom u sklopu Grupe armija Mackensen 3. armija sudjeluje u četvrtoj invaziji na Srbiju (5. listopada – 25. studenog 1915.). U navedenoj ofenzivi jedinice 3. armije 9. listopada zauzimaju Beograd i zajedno s njemačkom 11. armijom prisiljavaju srpske snage na povlačenje. Nakon zauzimanja Srbije, 3. armija sudjeluje u napadu na Crnu Goru koja je ubrzo 23. siječnja 1916. kapitulirala. Nakon zauzimanja Crne Gore 3. armija ulazi prodire u Albaniju, te do kraja veljače zauzima Skadar i Drač.
Krajem ožujka 1916. 3. armija je premještena na Talijansko bojište kako bi sudjelovala u Tirolskoj ofenzivi (15. svibnja – 10. lipnja 1916.). Armija ulazi u sastav Grupe armija nadvojvoda Eugen, te je se na početku ofenzive sastojala od tri korpusa i to I korpusa, XVII. korpusa i XXI. korpusa. Na početku ofenzive jedinice 3. armije su napredovale, te 28. svibnja zauzimaju Asiago. Međutim, zbog sve većeg talijanskog otpora 3. armija je 10. lipnja bila prisiljena zaustaviti se kako bi sačekala pojačanja, te nakon toga ponovno krenula u napad. Do novog napada međutim nije došlo jer je 4. lipnja počela Brusilovljeva ofenziva (4. lipnja – 20. rujna 1916.). Treća armija je zbog zaustavljanja navedene ruske ofenzive sredinom srpnja 1916. premještena na Istočnom bojište i to na dio bojišta između njemačke Južne armije i austrougarske 7. armije. Armija je uspjela zaustaviti napad ruske 9. armije pod zapovjedništvom Platona Lečickog, te u listopadu prijeći u protuofenzivu u kojoj je povratila položaje koji su izgubljeni u Brusilovljevoj ofenzivi.
U listopadu 1916. na mjestu zapovjednika 3. armije Hermanna Kövessa, koji je preuzeo zapovjedništvo nad 7. armijom, zamjenjuje general konjice Karl von Kirchbach. Treća armija je u listopadu iz Moldavije premještena sjevernije u Bukovinu, te ulazi u sastav Grupe armija Böhm-Ermolli. Karl von Kirchbach 3. armijom zapovijeda do ožujka 1917. kada zapovjednikom armije po drugi puta postaje general pukovnik Karl Tersztyanszky, dotadašnji zapovjednik 4. armije. 
U srpnju 1917. 3. armija je napadnuta od nadmoćnih ruskih snaga u Kerenskijevoj ofenzivi (1. srpnja – 10. srpnja 1917.). Armija je u ruskoj ofenzivi napadnuta od strane ruske 8. armije pod zapovjedništvom Lavra Kornilova, te je primorana da se povuče iza rijeke Lomnice nakon čega je zapovjednik 3. armije Karl Tersztyanszky smijenjen. Na mjestu zapovjednika zamijenio ga je general pukovnik Karl Kritek.

Nakon što se u Kerenskijevoj ofenzivi 3. armija morala povući 20-ak km, jedinice 3. armije kreću u protuofenzivu, te u protunapadu 3. armija zajedno s njemačkom Južnom armijom vraća izgubljeni teritorij i oslobađa Bukovinu. Treća armija rasformirana je u siječnju 1918. kada su njene jedinice reorganizacijom pripojene 7. armiji.

## Zapovjednici
Rudolf von Brudermann (1. kolovoza 1914. – 4. rujna 1914.)
Svetozar Borojević (4. rujna 1914. – 25. svibnja 1915.)
Paul Puhallo (25. svibnja 1915. – 10. lipnja 1915.)
Karl Tersztyanszky (8. rujna 1915. – 27. rujna 1915.)
Hermann Kövess (27. rujna 1915. – 20. listopada 1916.)
Karl von Kirchbach (20. listopada 1916. – 5. ožujka 1917.)
Karl Tersztyanszky (5. ožujka 1917. – srpnja 1917.)
Karl Kritek (srpanj 1917. – 12. siječnja 1918.)

## Načelnici stožera
Rudolf Pfeffer (1. kolovoza 1914. – 30. kolovoza 1914.)

Adolf von Boog (30. kolovoza 1914. – 15. rujna 1915.)

Theodor Konopicky (15. rujna 1915. – siječanj 1915.)

Aurel von Le Beau (9. svibnja 1915. – 24. svibnja 1915.)

Alfred Kochanowski (24. svibnja 1915. – 10. lipnja 1915.)

Alfred von Waldstätten (10. kolovoza 1916. – 30. kolovoza 1916.)

Heinrich von Salis-Samaden (5. ožujka 1917. – 29. kolovoza 1917.)

Eduard von Steinitz (29. kolovoza 1917. – 12. siječnja 1918.)

## Bitke
Bitka na Gnjiloj Lipi (26. kolovoza – 30. kolovoza 1914.)
Bitka kod Rava-Ruske (2. rujna – 11. rujna 1914.)
Bitka kod Limanowe (1. prosinca – 13. prosinca 1914.)
Karpatska ofenziva (23. siječnja – 15. travnja 1915.)
Ofenziva Gorlice-Tarnow (1. svibnja – 18. rujna 1915.)
Četvrta invazija na Srbiju (5. listopada – 25. studenog 1915.)
Tirolska ofenziva (15. svibnja – 10. lipnja 1916.)
Brusilovljeva ofenziva (4. lipnja – 20. rujna 1916.)
Kerenskijeva ofenziva (1. srpnja – 10. srpnja 1917.)

## Sastav
- kolovoz 1914.: XI. korpus, XIV. korpus
- listopad 1914.: III. korpus, IX. korpus, XI. korpus
- siječanj 1915.: III. korpus, V. korpus, VII. korpus, X. korpus, XVIII. korpus, XIX. korpus, Grupa Szurmay
- ožujak 1915.: III. korpus, VII. korpus, X. korpus, XVII. korpus
- svibanj 1915.: III. korpus, VII. korpus, X. korpus, XVII. korpus, Beskidski korpus
- listopad 1915.: VIII. korpus, XIX. korpus, XXII. pričuvni korpus
- siječanj 1916.: VIII. korpus, XIX. korpus
- svibanj 1916.: I. korpus, XVII. korpus, XXI. korpus
- lipanj 1916.: I. korpus, III. korpus, XVII. korpus
- srpanj 1916.: I. korpus, VII. korpus, Grupa Hadfy, Grupa Kraewel
- listopad 1916.: VIII. korpus, XIII. korpus, Korpus Hadfy
- siječanj 1917.: VIII. korpus, XIII. korpus, Korpus Hadfy
- ožujak 1917.: XIII. korpus, Grupa Hadfy
- srpanj 1917.: XIII. korpus, XXVI. korpus
- listopad 1917.: XIII. korpus, Korpus Litzmann
- prosinac 1917.: XIII. korpus, Grupa Kosak

## Vojni raspored 3. armije na početku Prvog svjetskog rata
Zapovjednik: general konjice Rudolf von Brudermann

- XI. korpus (genkonj. Desiderius Kolossváry de Kolosvár)
  - 30. pješačka divizija (podmrš. Kaiser)

- XIV. korpus (nadvoj. Josef Ferdinand)
  - 3. pješačka divizija (podmrš. Roth)
  - 8. pješačka divizija (podmrš. Kirchbach)
  - 44. landverska divizija (podmrš. Tschurtschenthaler von Helmheim)

- Pod neposrednim armijskim zapovjedništvom
  - 41. honvedska divizija (podmrš. Nikić)
  - 23. honvedska divizija (podmrš. Daempf)
  - 4. konjička divizija (genboj. Zaremba)
  - 2. konjička divizija (podmrš. Ziegler)
  - 11. honvedska konjička divizija (genboj. Nagy von Töbör-Éthe) Karl Tersztyanszky, zapovjednik 3. armije tijekom rujna 1915., te od ožujka do srpnja 1917.

## Vojni raspored 3. armije u siječnju 1915.
Zapovjednik: general pješaštva Svetozar Borojević

- III. korpus (genpj. Emil Colerus)
  - 28. pješačka divizija (genboj. Hinke)
  - 22. zaštitna divizija (genboj. Schmidt von Fussina)
  - 4. konjička divizija (genboj. Berndt)

- VII. korpus (nadvoj. Josef)
  - 17. pješačka divizija (genboj. le Beau)
  - 20. honvedska divizija (genboj. Nagy)
  - 1. konjička divizija (genboj. Peteani von Steinberg)

- X. korpus (podmrš. Josef Krautwald)
  - 2. pješačka divizija (genboj. Langer)
  - 21. pješačka divizija (podmrš. Schneider)
  - 34. pješačka divizija (genboj. Birkenhain)
  - 43. zaštitna divizija (podmrš. Schmidt von Georgenegg)

- XVIII. korpus (podmrš. Heinrich Tschurtschenthaler)
  - 44. zaštitna divizija (podmrš. Tschurtschenthaler von Helmheim)

- V. korpus (gentop. Paul Puhallo)
  - 33. pješačka divizija (podmrš. Goglia)
  - 37. honvedska divizija (podmrš. Wieber)

- XIX. korpus (genpj. Ignaz Trollmann)
  - 29. pješačka divizija (podmrš. Zanantoni)

- Grupa Szurmay (podmrš. Sandor Szurmay)
  - 7. pješačka divizija (podmrš. Lütgendorf)
  - 40. honvedska divizija (podmrš. Plank)Hermann Kövess, zapovjednik 3. armije od rujna 1915.

## Vojni raspored 3. armije u ofenzivi Gorlice-Tarnow
Zapovjednik: general pješaštva Svetozar Borojević

- III. korpus (podmrš. Josef Krautwald)
  - 28. pješačka divizija (genboj. Hinke)
  - 26. zaštitna divizija (podmrš. Lischka)
  - 22. zaštitna divizija (podmrš. Schmidt von Fussina)

- VII. korpus (nadvoj. Josef)
  - 1. konjička divizija (genboj. Leonhardi)
  - 17. pješačka divizija (genboj. le Beau)
  - 20. honvedska divizija (genboj. Nagy)

- X. korpus (podmrš. Hugo Martiny)
  - 2. pješačka divizija (podmrš. Lipošćak)
  - 21. zaštitna divizija (genboj. Podhajsky)
  - 24. pješačka divizija (genboj. Schneider)
  - 45. zaštitna divizija (genboj. Nemeczek)

- XVII. korpus (genpj. Karl Kritek)
  - 11. pješačka divizija (podmrš. Bellmond)
  - 4. konjička divizija (podmrš. Berndt)Karl von Kirchbach, zapovjednik 3. armije od listopada 1916.

## Vojni raspored 3. armije u invaziji na Srbiju
Zapovjednik: general pješaštva Hermann Kövess

- XIX. korpus (podmrš. Ignaz Trollmann)
  - 53. pješačka divizija (podmrš. Pongracz)

- XXII. pričuvni korpus (genkonj. Eugen von Falkenhayn)
  - 43. pričuvna divizija (genboj. Runckel)
  - 44. pričuvna divizija (genpor. Dorrer)
  - 26. pješačka divizija (genpor. Urach)

- VIII. korpus (gentop. Viktor von Scheuchenstuel)
  - 57. pješačka divizija (podmrš. H. Goiginger)
  - 59. pješačka divizija (podmrš. Šnjarić)

- Pod neposrednim zapovjedništvom armije
  - 62. pješačka divizija (podmrš. Kasler)
  - Grupa Streith (genboj. Streith)
  - Grupa Sorsic (podmrš. Sorsic)

## Vojni raspored 3. armije u siječnju 1916.
Zapovjednik: general pješaštva Hermann Kövess

- XIX. korpus (podmrš. Ignaz Trollmann)
  - 47. pješačka divizija (podmrš. Weber)
  - 62. pješačka divizija (podmrš. Kasler)

- VIII. korpus (gentop. Viktor von Scheuchenstuel)
  - 57. pješačka divizija (podmrš. H. Goiginger)
  - 59. pješačka divizija (podmrš. Šnjarić)Karl Kritek, posljednji zapovjednik 3. armije

## Vojni raspored 3. armije u Tirolskoj ofenzivi
Zapovjednik: general pukovnik Hermann Kövess

- XVII. korpus (genpj. Karl Kritek)
  - 18. pješačka divizija (genboj. Stracker)

- I. korpus (genkonj. Karl von Kirchbach)
  - 10. pješačka divizija (podmrš. Mecenseffy)
  - 34. pješačka divizija (podmrš. R.Krauss)
  - 43. zaštitna divizija (genboj. Tunk)

- XXI. korpus (podmrš. Kasimir von Lütgendorf)
  - Carska zaštitna divizija (genboj. Englert)
  - 44. zaštitna divizija (podmrš. Nemeczek)

## Vojni raspored 3. armije u kolovozu 1916.
Zapovjednik: general pukovnik Hermann Kövess

- VIII. korpus (gentop. Siegmund von Benigni)
  - 59. pješačka divizija (genboj. Kroupa)
  - 44. zaštitna divizija (podmrš. Nemeczek)

- I. korpus (genkonj. Karl von Kirchbach)
  - 30. pješačka divizija (genboj. Jesser)
  - 42. honvedska divizija (podmrš. Šnjarić)
  - 51. honvedska divizija (genboj. Foglar)

- Grupa Hadfy (podmrš. Emmerich Hadfy)
  - 21. zaštitna divizija (genboj. Podhajsky)
  - 5. honvedska konjička divizija (podmrš. Apor)

- Grupa Kraewel (genpor. Richard von Kraewel)
  - 6. konjička divizija (genboj. Schwer)
  - 119. pješačka divizija (genboj. Behr)
  - 105. pješačka divizija (genpor. Kraewel)
  - Grupa Leide(genboj. Leide)

- Armijska pričuva
  - 5. pješačka divizija (podmrš. Felix)

## Vojni raspored 3. armije u studenom 1916.
Zapovjednik: general pukovnik Karl von Kirchbach

- VIII. korpus (gentop. Siegmund von Benigni)
  - 5. pješačka divizija (genboj. Felix)
  - 2. konjička divizija (genboj. Abele)

- XIII. korpus (podmrš. Maximilian Csicserics)
  - 42. honvedska divizija (podmrš. Šnjarić)
  - 36. pješačka divizija (genboj. Nöhring)

- Grupa Hadfy (podmrš. Emmerich Hadfy)
  - 21. zaštitna divizija (genboj. Podhajsky)
  - 47. pričuvna divizija (genpor. Oppeln-Bronikowski)

## Vojni raspored 3. armije u Kerenskijevoj ofenzivi
Zapovjednik: general pukovnik Karl Tersztyanszky

- XIII. korpus (podmrš. Alfred von Schenk)
  - 42. honvedska divizija (genboj. Mihaljević)
  - 36. pješačka divizija (genboj. Nöhring)

- XXVI. korpus (podmrš. Emmerich Hadfy)
  - 15. pješačka divizija (genboj. Aust)
  - 2. konjička divizija (genboj. Abele)

- Armijska pričuva
  - 16. pješačka divizija (genboj. Kaltenborn)
  - 83. pješačka divizija (genboj. Stumpf)

## Vanjske poveznice
(eng.) 3. armija na stranici Austrianphilately.com  Arhivirana inačica izvorne stranice od 20. ožujka 2021. (Wayback Machine)

(eng.) 3. armija na stranici Austro-Hungarian-Army.co.uk